# Tiền Phong (journal)
Tiền Phong (en vietnamien : Báo Tiền Phong) est un quotidien vietnamien. Il est un des premiers journaux révolutionnaires du pays, créé pendant la guerre d'Indochine, peu après ses prédécesseurs Quân đội nhân dân et Nhân Dân.
Tôn Dức Lượng est le responsable des illustrations du journal de 1957 à 1982.